# Jack Lawrence
"Little" Jack Lawrence – muzyk z Północnego Kentucky, obecnie mieszkający w Nashville, Tennessee. Lawrence gra na gitarze basowej w The Raconteurs, The Greenhornes i The Dead Weather oraz na autoharfie i banjo w Blanche. Występował też gościnnie w tytułowej piosence do filmu o Bondzie z 2008 roku, Quantum of Solace, zatytułowanej "Another Way to Die", grając na gitarze basowej i gitarze barytonowej. 22 maja 2009 roku Lawrence poślubił fotografkę Jo McCaughey w domu Jacka White'a w Nashville podczas podwójnej ceremonii z Meg White i jej mężem. 
Gra na gitarze basowej, gitarze, banjo, autoharfie, mandolinie, perkusji, pianinie, akordeonie, kontrabasie i klarnecie.